# Impassibilitat
La impassibilitat (del llatí in-, "no", passibilis, "capaç de patir, experimentar emoció") descriu la doctrina teològica que Déu no experimenta dolor ni plaer a partir de les accions d'un altre ésser. Sovint s'ha vist com una conseqüència de l'aseïtat divina, la idea que Déu és absolutament independent de qualsevol altre ésser, és a dir, de cap manera causalment dependent. Ser afectat (literalment fet per tenir una determinada emoció, afecte) per l'estat o les accions d'un altre semblaria implicar una dependència causal.
Alguns sistemes teològics retraten Déu com un ésser expressiu de moltes (o totes) emocions. Altres sistemes, principalment el cristianisme, el judaisme i l'islam, representen Déu com un ésser que no experimenta sofriment. Tanmateix, en el cristianisme hi havia una antiga disputa sobre la impassibilitat de Déu (vegeu nestorianisme). Tot i així, s'entén en totes les religions abrahàmiques, inclòs el cristianisme, que Déu és "sense passions", perquè és immutable. Així, en el cristianisme, mentre que la naturalesa humana creada de Crist és mutable i transitable, la divinitat no ho és.
Les referències a la ira divina i les reaccions del Déu de l'Antic Testament són llegides com a metàfores segons aquesta doctrina.

## Principals teòlegs
Teodoret, un bisbe i teòleg cristià primerenc, va escriure: "Són salvatges i blasfems els que atribueixen la passió a la naturalesa divina", a les seves Demostracions pel sil·logisme.
L'agustinisme, una de les principals escoles de pensament cristianes associades amb més freqüència al catolicisme romà i al protestantisme calvinista, afirma amb força la impassibilitat de Déu, així com la seva impecabilitat. També defensa la noció d'actes de Déu i la intercessió divina, com els miracles de les Escriptures.
Martí Luter i especialment Joan Calví van ser molt influenciats per Agustí, i les seves teologies són similars en molts aspectes pel que fa a la impassibilitat divina.